# Anaxyrus exsul
Anaxyrus exsul је водоземац из реда жаба (Anura). 

## Угроженост
Ова врста се сматра рањивом у погледу угрожености врсте од изумирања.

## Распрострањење
Ареал врсте је ограничен на једну државу. 
Сједињене Америчке Државе (тачније држава Калифорнија) су једино познато природно станиште врсте.

## Станиште
Станишта врсте су слатководна подручја и пустиње. 